# ميدالية فيلدز
ميدالية فيلدز أو وسام فيلدز هي جائزة تُمنح لاثنين أو ثلاثة أو أربعة علماء رياضيات دون سن الأربعين في المؤتمر الدولي لعلماء الرياضيات للاتحاد الدولي للرياضيات (IMU)، وهو اجتماع يعقد كل أربع سنوات.
تعتبر ميدالية فيلدز واحدة من أعلى درجات التكريم التي يمكن أن يحصل عليها عالم الرياضيات، وقد وُصفت بأنها جائزة نوبل في الرياضيات، على الرغم من وجود العديد من الاختلافات، بما في ذلك تواتر الجائزة، وعدد الجوائز، وحدود العمر. وفقًا لمسح التميز الأكاديمي السنوي الذي أجراه التصنيف الأكاديمي لجامعات العالم، يُنظر إلى ميدالية فيلدز باستمرار على أنها أعلى جائزة في مجال الرياضيات في جميع أنحاء العالم، وفي استطلاع سمعة آخر أجرته IREG في 2013-2014، جاءت ميدالية فيلدز عن قرب بعد جائزة أبيل كثاني أرقى جائزة دولية في الرياضيات.
تأتي الجائزة مع جائزة مالية، منذ عام 2006، بلغت 15000 دولار كندي. سميت الجائزة على شرف عالم الرياضيات الكندي جون تشارلز فيلدز. لعب فيلدز دورًا أساسيًا في تأسيس الجائزة، وتصميم الميدالية بنفسه، وتمويل العنصر النقدي، على الرغم من أنه توفي قبل تأسيسها وأشرف على خطته جون لايتون سينغ.
مُنحت الميدالية لأول مرة في عام 1936 لعالم الرياضيات الفنلندي لارس أهلفورس وعالم الرياضيات الأمريكي جيسي دوغلاس، ومنحت كل أربع سنوات منذ عام 1950. والغرض منها هو منح التقدير والدعم للباحثين الرياضيين الشباب الذين قدموا مساهمات كبيرة. في عام 2014، أصبحت عالمة الرياضيات الإيرانية مريم ميرزاخاني أول أنثى تحصل على ميدالية فيلدز. إجمالاً، منح ستين شخصًا ميدالية فيلدز.
تلقت أحدث مجموعة من الحاصلين على ميداليات فيلدز جوائزهم في 1 أغسطس 2018 في حفل افتتاح المؤتمر الدولي للاتحاد، الذي عقد في ريو دي جانيرو، البرازيل. وسُرقت الميدالية الخاصة بأحد الفائزين الأربعة، كوجر بيركار، بعد فترة وجيزة من الحدث. منح المؤتمر بيركار ميدالية بديلة بعد عدة أيام.
حازت الجائزة على بعض التقدير في الثقافة الشعبية بسبب الإشارات في فيلم Good Will Hunting عام 1997. في الفيلم، جيرالد لامبو (ستيلان سكارسغارد) أستاذ بمعهد ماساتشوستس للتكنولوجيا فاز بالجائزة قبل أحداث القصة. طوال الفيلم، تهدف الإشارات إلى الجائزة إلى إبراز هيبتها في هذا المجال.

## عن الجائزة
توصف ميدالية فيلدز بكونها «جائزة نوبل لعلماء الرياضيات»، وذلك لما تحمله من مكانة، هذا على الرغم من أن جائزة أبيل الدولية الأحدث نسبيًا تكتسب سمعة كبيرة في هذا الصدد. على أن ميدالية فيلدز تختلف عن جائزة نوبل في كونها تمنح كل أربعة أعوام. كما أن هناك شرط السن والذي يحدد منح الميدالية: فيجب ألا يتعدى عمر متلقيها الأربعين عامًا قبل الأول من يناير في العام الذي تمنح فيه ميدالية فيلدز. ونتيجةً لذلك، لم تمنح الجائزة لعدد من كبار الرياضيين الذين حققوا إنجازات (أو نالوا تقديرًا) في وقت متأخر من حياتهم. وقد جاء تحديد السن بناءً على رغبة فيلدز، حيث قال: «في حين أنه كان تقديرا لعمل قد تم بالفعل، غير أن المقصد في نفس الوقت هو تشجيع لأجل مزيد من الإنجاز لمن يستحقها وتحفيزًا لغيره على تجديد الجهد». أيضا تقل القيمة النقدية للجائزة كثيرًا عن قيمة جائزة نوبل البالغة 1.5 مليون دولار (تقريبًا). كما أن بقية الجوائز الكبرى في الرياضيات، من قبيل جائزة أبيل وميدالية تشيرن، تحدد قيمة مالية كبيرة ومقاربة لجائزة نوبل.

## شروط الحصول على الجائزة
تعتبر ميدالية فيلدز لفترة طويلة من أكثر الجوائز المرموقة في مجال الرياضيات وغالبًا ما توصف بأنها جائزة نوبل في الرياضيات. على عكس جائزة نوبل، تُمنح ميدالية فيلدز كل أربع سنوات فقط. ميدالية فيلدز لها أيضًا حد للسن: يجب أن يكون المستلم أقل من 40 عامًا في 1 يناير من العام الذي تمنح فيه الميدالية. تستند قاعدة أقل من 40 عامًا إلى رغبة فيلدز في أنه «بينما كانت تقديرًا للعمل الذي أنجز بالفعل، فقد كان القصد منه في نفس الوقت أن يكون تشجيعًا لمزيد من الإنجازات من جانب المتلقين وحافزًا لتجديد الجهود على جزء من الآخرين.» علاوة على ذلك، يمكن منح الفرد ميدالية فيلدز واحدة فقط؛ الفائزون غير مؤهلين للحصول على ميداليات مستقبلية.
منحت الميدالية لأول مرة في عام 1936، وقد فاز 60 شخصًا بالميدالية اعتبارًا من عام 2018. باستثناء اثنين من حاملي الدكتوراه في الفيزياء (إدوارد ويتن ومارتين هايرر)، فقط الأشخاص الحاصلون على درجة الدكتوراه في الرياضيات هم من فازوا بالميدالية.

## قائمة الفائزين بالميدالية
في سنوات معينة، استشهد بميداليات فيلدز رسميًا لإنجازات رياضية معينة، بينما لم تمنح مثل هذه الخصائص في سنوات أخرى. ومع ذلك، في كل عام تُمنح فيه الميدالية، ألقى علماء رياضيات مشهورون محاضرات في المؤتمر الدولي لعلماء الرياضيات حول مجموعة عمل كل حائز على الميدالية. في الجدول التالي، توضع الاقتباسات الرسمية عندما يكون ذلك ممكنًا (أي للأعوام 1958 و1998 وكل عام منذ 2006). للسنوات الأخرى حتى عام 1986، اقتبست ملخصات محاضرات المؤتمر الدولي لعلماء الرياضيات، كما كتبها دونالد ألبرز، وجيرالد إل. ألكسندرسون، وكونستانس ريد. في السنوات المتبقية (1990 و1994 و2002)، اقتبس جزء من نص محاضرة المؤتمر الدولي لعلماء الرياضيات نفسه.
| السنة | موقع المؤتمر الدولي لعلماء الرياضيات | الفائز                                   | الانتساب (عند الفوز بالجائزة)                                                                                                  | الانتساب (الحالي/الأخير)                                                                                     | السبب |
| ----- | ------------------------------------ | ---------------------------------------- | --- | --- | --- |
| 1936  | أوسلو · النرويج                      | لارس أهلفورس · فنلندا                    | جامعة هلسنكي · فنلندا | جامعة هارفارد · الولايات المتحدة                                                                             | تقديرًا لمساهماته في تغطية الأسطح المتعلقة بأسطح ريمان ذات الدوال العكسية للدوال الكاملة والدوال الجزئية الشكل. فتح مجالات جديدة للتحليل. |
| 1936  | أوسلو · النرويج                      | جيسي دوغلاس · الولايات المتحدة           | معهد ماساتشوستس للتكنولوجيا · الولايات المتحدة                                                                                 | كلية مدينة نيويورك · الولايات المتحدة                                                                        | قام بعمل مهم على مسألة بلاتو [الإنجليزية] التي تتعلق بإيجاد الحد الأدنى من الأسطح [الإنجليزية] المتصلة والتي تحددها بعض الحدود الثابتة. |
| 1950  | كامبريدج · الولايات المتحدة          | لوران شفارتز · فرنسا                     | جامعة نانسي · فرنسا | جامعة باريس ديديرو · فرنسا                                                                                   | طور نظرية التوزيعات، وهي فكرة جديدة للدالة المعممة مدفوعة بدالة ديراك دلتا للفيزياء النظرية. |
| 1950  | كامبريدج · الولايات المتحدة          | أتل سيلبرغ · النرويج                     | معهد الدراسات المتقدمة · الولايات المتحدة                                                                                      | معهد الدراسات المتقدمة · الولايات المتحدة                                                                    | لمساهمته لتقديم تعميمات مطورة لطرق الغربال الخاصة بفيغو برون؛ حقق نتائج مهمة على أصفار دالة زيتا لريمان؛ أعطى دليلًا أوليًا على نظرية الأعداد الأولية (مع بول إيردوس)، مع تعميم للأعداد الأولية في تقدم حسابي عشوائي. |
| 1954  | أمستردام · هولندا                    | كونيهيكو كوديرا · اليابان                | جامعة برينستون · الولايات المتحدة · جامعة طوكيو · اليابان · معهد الدراسات المتقدمة · الولايات المتحدة                          | جامعة طوكيو · اليابان                                                                                        | حقق نتائج رئيسية في نظرية التكاملات التوافقية والعديد من التطبيقات على مشعبات كاهلر وبشكل أكثر تحديدًا على الأصناف الجبرية. لقد أظهر، من خلال علم تماثل الحزم [الإنجليزية]، أن هذه الأصناف هي مشعبات هودج [الإنجليزية].[محل شك]                                                                                            |
| 1954  | أمستردام · هولندا                    | جان-بيير سير · فرنسا                     | جامعة نانسي · فرنسا | كوليج دو فرانس · فرنسا                                                                                       | حقق نتائج رئيسية على زمرة مثلية التوضع [الإنجليزية] من المجالات، وخاصة في استخدامه لطريقة المتواليات الطيفية [الإنجليزية]. تمت إعادة صياغة وتوسيع بعض النتائج الرئيسية لنظرية المتغيرات المعقدة من حيث الحزم. |
| 1958  | إدنبرة · المملكة المتحدة             | كلاوس روث · المملكة المتحدة              | كلية لندن الجامعية · المملكة المتحدة                                                                                           | كلية لندن الإمبراطورية · المملكة المتحدة                                                                     | لحل مسألة شهيرة في نظرية الأعداد، وهي تحديد الأس الدقيق في متباينة ثو-سيجل. |
| 1958  | إدنبرة · المملكة المتحدة             | رينيه ثوم · فرنسا                        | جامعة ستراسبورغ · فرنسا | معهد الدراسات العلمية المتقدمة · فرنسا                                                                       | لإنشاء نظرية "كوبورديسم [الإنجليزية]" التي أدت، في غضون سنوات قليلة من وجودها، إلى الرؤية الأكثر تغلغلًا في طوبولوجيا المشعبات القابلة للتفاضل. |
| 1962  | ستوكهولم · السويد                    | لارس هورماندر · السويد                   | جامعة ستكهولم · السويد | جامعة لوند · السويد                                                                                          | لعمله في المعادلات التفاضلية الجزئية. على وجه التحديد، ساهم في النظرية العامة لمؤثر التفاضل الخطي. تعود الأسئلة إلى إحدى مسائل هيلبرت التي أعلن عنها في مؤتمر عام 1900. |
| 1962  | ستوكهولم · السويد                    | جون ملنور · الولايات المتحدة             | جامعة برينستون · الولايات المتحدة                                                                                              | جامعة ستوني بروك · الولايات المتحدة                                                                          | أثبت أن الكرة ذات الأبعاد السبعة يمكن أن يكون لها عدة هياكل تفاضلية؛ أدى هذا إلى إنشاء مجال الطوبولوجيا التفاضلية. |
| 1966  | موسكو · الاتحاد السوفيتي             | مايكل عطية · المملكة المتحدة             | جامعة أكسفورد · المملكة المتحدة                                                                                                | جامعة إدنبرة · المملكة المتحدة                                                                               | لعمله المشترك مع هيرتسبروخ في نظرية-كي؛ أثبت بالاشتراك مع سينجر نظرية الأس للمشغلين الإهليلجيين في المشعبات المعقدة؛ عمل بالتعاون مع بوت لإثبات نظرية النقطة الثابتة المتعلقة بـ"صيغة ليفشيتز [الإنجليزية]". |
| 1966  | موسكو · الاتحاد السوفيتي             | بول كوهين · الولايات المتحدة             | جامعة ستانفورد · الولايات المتحدة                                                                                              | جامعة ستانفورد · الولايات المتحدة                                                                            | استخدم تقنية تسمى "الانضباط [الإنجليزية]" لإثبات الاستقلال في نظرية المجموعة لبديهية الاختيار وفرضية الاستمرارية المعممة. كانت المسألة الأخيرة هي أول مسائل هيلبرت. |
| 1966  | موسكو · الاتحاد السوفيتي             | ألكسندر غروتينديك · فرنسا                | معهد الدراسات العلمية المتقدمة · فرنسا                                                                                         | المركز الوطني الفرنسي للبحث العلمي · فرنسا                                                                   | بنى على عمل ويل وزاريسكي وأحدث تطورات أساسية في الهندسة الجبرية. قدم فكرة نظرية-ك (مجموعات وحلقات غروتينديك). أحدث ثورة في علم الجبر التماثلي في "ورقة توهوكو [الإنجليزية]" الخاصة به. |
| 1966  | موسكو · الاتحاد السوفيتي             | ستيفن سمال · الولايات المتحدة            | جامعة كاليفورنيا، بركلي · الولايات المتحدة                                                                                     | جامعة مدينة هونغ كونغ · هونغ كونغ                                                                            | عمل في الطوبولوجيا التفاضلية حيث أثبت حدسية بوانكاريه المعممة في البعد n≥5: كل تماثل متشعب مغلق ومتعدد الأبعاد مكافئ للكرة ذات البعد n هو متماثل له. قدم طريقة التعامل مع الهيئات لحل هذه المسألة والمسائل ذات الصلة. |
| 1970  | نيس · فرنسا                          | آلان باكر · المملكة المتحدة              | جامعة كامبريدج · المملكة المتحدة                                                                                               | كلية الثالوث، كامبريدج · المملكة المتحدة                                                                     | تعميم مبرهنة غيلفوند-شنايدر (حل مسألة هيلبرت السابعة). من هذا العمل قام بتوليد أرقام متسامية لم يتم تحديدها من قبل. |
| 1970  | نيس · فرنسا                          | هيسوك هيروناكا · اليابان                 | جامعة هارفارد · الولايات المتحدة                                                                                               | جامعة كيوتو · اليابان                                                                                        | عمل زاريسكي المعمم الذي أثبت بالنسبة للبعد ≤ 3 النظرية المتعلقة بحل التفردات [الإنجليزية] في التنوع الجبري. أثبت هيروناكا النتائج في أي بعد. |
| 1970  | نيس · فرنسا                          | سيرغي نوفيكوف · الاتحاد السوفيتي         | جامعة موسكو الحكومية · الاتحاد السوفيتي                                                                                        | معهد ستيكلوف للرياضيات · روسيا · جامعة موسكو الحكومية · روسيا · جامعة ميريلاند-كوليج بارك · الولايات المتحدة | حقق تطورات مهمة في الطوبولوجيا، وأكثرها شهرة هو برهانه على الثبات الطوبولوجي لفئات بونترياغين [الإنجليزية] للمشعب التفاضلي. تضمن عمله دراسة علم التعايش والتماثل في فضاءات ثوم [الإنجليزية]. |
| 1970  | نيس · فرنسا                          | جون تومسون · الولايات المتحدة            | جامعة كامبريدج · المملكة المتحدة                                                                                               | جامعة كامبريدج · المملكة المتحدة · جامعة فلوريدا · الولايات المتحدة                                          | أثبت بالاشتراك مع والتر فيت [الإنجليزية] أن كل المجموعات البسيطة المنتهية غير الدورية لها ترتيب زوجي [الإنجليزية]. حدد امتداد هذا العمل من قبل طومسون الحد الأدنى من المجموعات المحدودة البسيطة، أي المجموعات المحدودة البسيطة التي يمكن حل مجموعاتها الفرعية المناسبة.                                                   |
| 1974  | فانكوفر · كندا                       | إنريكو بومبيري · إيطاليا                 | جامعة بيزا · إيطاليا | معهد الدراسات المتقدمة · الولايات المتحدة                                                                    | للمساهمات الرئيسية في الأعداد الأولية، في الدوال أحادية التكافؤ [الإنجليزية] وحدسية بيبرباخ [الإنجليزية] المحلية، في نظرية دوال العديد من المتغيرات المعقدة، وفي نظرية المعادلات التفاضلية الجزئية والأسطح الدنيا - على وجه الخصوص، لحل مسألة بيرنشتين [الإنجليزية] في أبعاد أعلى.                                        |
| 1974  | فانكوفر · كندا                       | ديفيد مومفورد · المملكة المتحدة          | جامعة هارفارد · الولايات المتحدة                                                                                               | جامعة براون · الولايات المتحدة                                                                               | ساهم في مسائل وجود وبنية أنواع مختلفة من المعادلات، الأصناف التي تقوم نقاطها بتكوين فئات تماثل الأشكال من نوع ما من الأشياء الهندسية. كما قدم العديد من المساهمات الهامة في نظرية الأسطح الجبرية [الإنجليزية]. |
| 1978  | هلسنكي · فنلندا                      | بيار ديلين · بلجيكا                      | معهد الدراسات العلمية المتقدمة · فرنسا                                                                                         | معهد الدراسات المتقدمة · الولايات المتحدة                                                                    | قدم حلًا لحدسيات فايل الثلاثة المتعلقة بتعميمات فرضية ريمان على الحقول المحدودة. ساهم عمله كثيرًا في توحيد الهندسة الجبرية ونظرية الأعداد الجبرية. |
| 1978  | هلسنكي · فنلندا                      | تشارلز فيفرمان · الولايات المتحدة        | جامعة برينستون · الولايات المتحدة                                                                                              | جامعة برينستون · الولايات المتحدة                                                                            | ساهم في العديد من الابتكارات التي راجعت دراسة التحليل المركب متعدد الأبعاد من خلال إيجاد التعميمات الصحيحة للنتائج الكلاسيكية (منخفضة الأبعاد).[محل شك] |
| 1978  | هلسنكي · فنلندا                      | غريغوري مارغوليس · الاتحاد السوفيتي      | جامعة موسكو الحكومية · الاتحاد السوفيتي                                                                                        | جامعة ييل · الولايات المتحدة                                                                                 | قدم تحليلًا مبتكرًا لهيكل زمرة لاي. ينتمي عمله إلى التوافقيات، والهندسة التفاضلية، والنظرية الإرجودية، والأنظمة الديناميكية، وزمرة لاي. |
| 1978  | هلسنكي · فنلندا                      | دانيال كويلين · الولايات المتحدة         | معهد ماساتشوستس للتكنولوجيا · الولايات المتحدة                                                                                 | جامعة أكسفورد · المملكة المتحدة                                                                              | المهندس الرئيسي لنظرية-ك الجبرية [الإنجليزية] العليا، أداة جديدة استخدمت بنجاح الأساليب والأفكار الهندسية والطوبولوجية لصياغة وحل المسائل الرئيسية في الجبر، وخاصة نظرية الحلقة ونظرية الوحدة. |
| 1982  | وارسو · بولندا                       | ألان كون · فرنسا                         | معهد الدراسات العلمية المتقدمة · فرنسا                                                                                         | معهد الدراسات العلمية المتقدمة · فرنسا · كوليج دو فرانس · فرنسا · جامعة ولاية أوهايو · الولايات المتحدة      | ساهم في نظرية المؤثر الجبري [الإنجليزية]، ولا سيما التصنيف العام ونظرية البنية لعوامل النوع الثالث، وتصنيف الأوتوماتيكية لعامل فائق التحديد، وتصنيف عوامل الحقن، وتطبيقات نظرية الجبر-C* [الإنجليزية] على الأوراق والهندسة التفاضلية بشكل عام.                                                                            |
| 1982  | وارسو · بولندا                       | ويليام ثورستون · الولايات المتحدة        | جامعة برينستون · الولايات المتحدة                                                                                              | جامعة كورنيل · الولايات المتحدة                                                                              | دراسة ثورية للطوبولوجيا في بعدين وثلاثة أبعاد، تظهر التفاعل بين التحليل والطوبولوجيا والهندسة. ساهمت الفكرة في أن فئة كبيرة جدًا من المشعبات الثلاثية [الإنجليزية] المغلقة تحمل بنية زائدية. |
| 1982  | وارسو · بولندا                       | شينغ تونغ ياو · الولايات المتحدة         | معهد الدراسات المتقدمة · الولايات المتحدة                                                                                      | جامعة هارفارد · الولايات المتحدة                                                                             | قدم مساهمات في المعادلات التفاضلية، وكذلك في حدسية كالابي [الإنجليزية] في الهندسة الجبرية، ونظرية الكتلة الموجبة [الإنجليزية] لنظرية النسبية العامة، ومعادلات مونج-أمبير [الإنجليزية] الحقيقية والمعقدة. |
| 1986  | بيركيلي · الولايات المتحدة           | سيمون دونالدسون · المملكة المتحدة        | جامعة أكسفورد · المملكة المتحدة                                                                                                | كلية لندن الإمبراطورية · المملكة المتحدة جامعة ستوني بروك · الولايات المتحدة                                 | حصل على الميدالية في المقام الأول لعمله في طوبولوجيا المشعبات الرباعية [الإنجليزية]، خاصة لإظهار أن هناك بنية تفاضلية في الفضاء الإقليدي الرباعي والتي تختلف عن الهيكل المعتاد.[محل شك] |
| 1986  | بيركيلي · الولايات المتحدة           | غيرد فالتينغز · ألمانيا                  | جامعة برينستون · الولايات المتحدة                                                                                              | معهد ماكس بلانك للرياضيات · ألمانيا                                                                          | باستخدام طرق الحساب والهندسة الجبرية، حصل على ميدالية في المقام الأول لإثباته لحدسية مورديل [الإنجليزية]. |
| 1986  | بيركيلي · الولايات المتحدة           | مايكل فريدمان · الولايات المتحدة         | جامعة كاليفورنيا، سان دييغو · الولايات المتحدة                                                                                 | أبحاث مايكروسوفت كيو · الولايات المتحدة                                                                      | تطوير طرق جديدة للتحليل الطوبولوجي لأربعة مشعبات. إحدى نتائجه هي إثبات لمفهوم بوانكاريه رباعي الأبعاد [الإنجليزية]. |
| 1990  | كيوتو · اليابان                      | فلاديمير درينفيلد · الاتحاد السوفيتي     | معهد فيركين للفيزياء والهندسة ذات درجة الحرارة المنخفضة · الاتحاد السوفيتي                                                     | جامعة شيكاغو · الولايات المتحدة                                                                              | كان الشغل الشاغل لدرينفيلد في العقد الماضي هو برنامج لانجلاندس ومجموعات الكم. في كلا المجالين، شكل عمل درينفيلد اختراقًا حاسمًا ودفع إلى ثروة من الأبحاث. |
| 1990  | كيوتو · اليابان                      | فوغان جونز · نيوزيلندا                   | جامعة كاليفورنيا، بركلي · الولايات المتحدة                                                                                     | جامعة كاليفورنيا، بركلي · الولايات المتحدة · جامعة فاندربيلت · الولايات المتحدة                              | اكتشف جونز علاقة مذهلة بين جبر فون نيومان [الإنجليزية] والطوبولوجيا الهندسية. نتيجة لذلك، وجد ثابتًا متعدد الحدود جديدًا للعقد والروابط في الفضاء الثلاثي. |
| 1990  | كيوتو · اليابان                      | شيغيفومي موري · اليابان                  | جامعة كيوتو · اليابان | جامعة كيوتو · اليابان                                                                                        | كان التطور الأكثر عمقًا وإثارة في الهندسة الجبرية خلال العقد الماضي أو نحو ذلك هو [...] برنامج موري [الإنجليزية] فيما يتعلق بمشاكل تصنيف الأنواع الجبرية ذات الأبعاد الثلاثة. في أوائل عام 1979، جلب موري للهندسة الجبرية عنصرًا جديدًا تمامًا، كان هذا دليله على حدسية هارتشورن.                                             |
| 1990  | كيوتو · اليابان                      | إدوارد ويتن · الولايات المتحدة           | معهد الدراسات المتقدمة · الولايات المتحدة                                                                                      | معهد الدراسات المتقدمة · الولايات المتحدة                                                                    | لقد فاجأ المجتمع الرياضي مرارًا وتكرارًا من خلال التطبيق الرائع للبصيرة الفيزيائية التي أدت إلى نظريات رياضية جديدة وعميقة. |
| 1994  | زيورخ · سويسرا                       | جان بورغين · فرنسا                       | معهد الدراسات العلمية المتقدمة · فرنسا                                                                                         | معهد الدراسات المتقدمة · الولايات المتحدة                                                                    | يتطرق عمل بورغين إلى عدة موضوعات مركزية للتحليل الرياضي: هندسة فضاء باناخ، والتحدب في الأبعاد العالية، والتحليل التوافقي، والنظرية الإرجودية، وأخيرًا المعادلات التفاضلية الجزئية غير الخطية من الفيزياء الرياضية. |
| 1994  | زيورخ · سويسرا                       | بيير لويس ليونز · فرنسا                  | جامعة باريس دوفين · فرنسا | كوليج دو فرانس · فرنسا · المدرسة متعددة التقانات · فرنسا                                                     | تغطي مساهماته مجموعة متنوعة من المجالات، من نظرية الاحتمالات إلى المعادلات التفاضلية الجزئية. في مجال المعادلات التفاضلية الجزئية، قام بالعديد من الإنجازات المهمة في المعادلات غير الخطية. كان اختيار مشاكله دائمًا مدفوعًا بالتطبيقات.                                                                                    |
| 1994  | زيورخ · سويسرا                       | جان كريستوف يوكوز · بلجيكا               | جامعة باريس الجنوبية · فرنسا                                                                                                   | كوليج دو فرانس · فرنسا                                                                                       | حصل يوكوز على دليل مفيد جدًا لنظرية برونو [الإنجليزية]، وكان قادرًا على إثبات العكس [...] حصل باليس ويوكوز على نظام كامل من متغيرات اقتران C∞ لتغيرات مورس-سميل. |
| 1994  | زيورخ · سويسرا                       | إفيم زيلمانوف · روسيا                    | جامعة ويسكونسن-ماديسون جامعة شيكاغو · الولايات المتحدة                                                                         | معهد ستيكلوف للرياضيات · روسيا جامعة كاليفورنيا، سان دييغو · الولايات المتحدة                                | لحل معضلة برنسايد. |
| 1998  | برلين · ألمانيا                      | ريتشارد بورشردس · جنوب إفريقيا           | جامعة كاليفورنيا، بركلي · الولايات المتحدة · جامعة كامبريدج · المملكة المتحدة                                                  | جامعة كاليفورنيا، بركلي · الولايات المتحدة                                                                   | لمساهماته في الجبر، ونظرية الأشكال ذات الشكل الآلي، والفيزياء الرياضية، بما في ذلك إدخال الجبر الرأسي وجبر بورشيردز، وإثبات حدسية كونواي-نورتون، واكتشاف فئة جديدة من المنتجات اللانهائية ذات الشكل الآلي. |
| 1998  | برلين · ألمانيا                      | تيموثي غاورز · المملكة المتحدة           | جامعة كامبريدج · المملكة المتحدة                                                                                               | جامعة كامبريدج · المملكة المتحدة                                                                             | لمساهماته في التحليل الدالي والتوليفات، طور رؤية جديدة للهندسة اللانهائية الأبعاد، بما في ذلك حل اثنتين من مسائل باناخ واكتشاف ما يسمى بتقسيم جاورز: كل مساحة لانهائية الأبعاد تحتوي إما على فضاء فرعي به العديد من التناظرات (من الناحية الفنية، مع أساس غير مشروط) أو مساحة فرعية كل عامل يكون فيه فريدهولم للمؤشر صفر. |
| 1998  | برلين · ألمانيا                      | مكسيم كونتسفيتش · روسيا                  | معهد الدراسات العلمية المتقدمة · فرنسا · جامعة روتجرز · الولايات المتحدة                                                       | معهد الدراسات العلمية المتقدمة · فرنسا · جامعة روتجرز · الولايات المتحدة                                     | لمساهماته في الهندسة الجبرية والطوبولوجيا والفيزياء الرياضية، بما في ذلك إثبات حدسية ويتن لأرقام التقاطع في فضاءات معيارية ذات منحنيات مستقرة، وبناء ثابت فاسيليف الشامل للعقد، والتكمية الرسمية لمشعبات بواسون. |
| 1998  | برلين · ألمانيا                      | كورتيس مكمولن · الولايات المتحدة         | جامعة هارفارد · الولايات المتحدة                                                                                               | جامعة هارفارد · الولايات المتحدة                                                                             | لمساهماته في نظرية الديناميات الشاملة وهندسة المشعبات الثلاثة، بما في ذلك البراهين على حدسية بيرس حول كثافة نقاط التقاطع في حدود فضاء تيتشمولر، وحدسية دالة ثيتا لكرا. |
| 2002  | بكين · الصين                         | لورون لافورغ · فرنسا                     | معهد الدراسات العلمية المتقدمة · فرنسا                                                                                         | معهد الدراسات العلمية المتقدمة · فرنسا                                                                       | حصل لورون لافورغ على ميدالية فيلدز لإثباته برنامج لانجلاندس للمجموعات الخطية الكاملة GLr (r≥1) على الحقول الدالية ذات الخصائص الإيجابية. |
| 2002  | بكين · الصين                         | فلاديمير فويفودسكي · روسيا               | معهد الدراسات المتقدمة · الولايات المتحدة                                                                                      | معهد الدراسات المتقدمة · الولايات المتحدة                                                                    | قام بتعريف وتطوير علم التعايش الحركي ونظرية مثلية التوضع-A1، وقدم إطارًا لوصف العديد من نظريات التماثل الجديدة للأنواع الجبرية؛ لقد أثبت حدسية ميلنور [الإنجليزية] على نظرية-ك للحقول. |
| 2006  | مدريد · إسبانيا                      | أندري أوكنكوف · روسيا                    | جامعة برينستون · الولايات المتحدة                                                                                              | جامعة كولومبيا · الولايات المتحدة                                                                            | لمساهماته في سد الفجوة بين الاحتمالات ونظرية التمثيل والهندسة الجبرية. |
| 2006  | مدريد · إسبانيا                      | غريغوري بيرلمان · روسيا · (رفض الجائزة)  | - | قسم سانت بطرسبرغ في معهد ستيكلوف الرياضي التابع للأكاديمية الروسية للعلوم · روسيا                            | لمساهماته في الهندسة ورؤاه الثورية في البنية التحليلية والهندسية لتدفق ريتشي [الإنجليزية]. |
| 2006  | مدريد · إسبانيا                      | تيرنس تاو · أستراليا                     | جامعة كاليفورنيا، لوس أنجلوس · الولايات المتحدة                                                                                | جامعة كاليفورنيا، لوس أنجلوس · الولايات المتحدة                                                              | لمساهماته في المعادلات التفاضلية الجزئية والتوافقية والتحليل التوافقي ونظرية الأعداد المضافة. |
| 2006  | مدريد · إسبانيا                      | وندلين ويرنر · فرنسا                     | جامعة باريس الجنوبية · فرنسا                                                                                                   | المعهد الفدرالي السويسري للتكنولوجيا في زيورخ · سويسرا                                                       | لمساهماته في تطور شرام-لوونر [الإنجليزية]، وهندسة الحركة البراونية ثنائية الأبعاد، ونظرية الحقل الامتثالي. |
| 2010  | حيدر آباد · الهند                    | إيلون ليندنشتراوس · إسرائيل              | الجامعة العبرية في القدس · إسرائيل · جامعة برينستون · الولايات المتحدة                                                         | الجامعة العبرية في القدس · إسرائيل                                                                           | لنتائجه في قياس الصلابة في نظرية إرجوديك وتطبيقاتها في نظرية الأعداد. |
| 2010  | حيدر آباد · الهند                    | نغو تشاو باو · فرنسا · فيتنام            | جامعة باريس الجنوبية · فرنسا · معهد الدراسات المتقدمة · الولايات المتحدة                                                       | جامعة شيكاغو · الولايات المتحدة · معهد الدراسات المتقدمة · الولايات المتحدة                                  | لإثباته لاللمة الأساسية [الإنجليزية] في نظرية الأشكال التلقائية [الإنجليزية] من خلال إدخال طرق جديدة للجبر والهندسة. |
| 2010  | حيدر آباد · الهند                    | ستانيسلاف سميرنوف · روسيا                | جامعة جنيف · سويسرا | جامعة جنيف · سويسرا · جامعة سانت بطرسبرغ الحكومية · روسيا                                                    | لإثبات الثبات المطابق للترشيح ونموذج إيزينج المستوي في الفيزياء الإحصائية. |
| 2010  | حيدر آباد · الهند                    | سيدريك فيلاني · فرنسا                    | المدرسة الثانوية العليا في ليون · فرنسا · معهد هنري بوانكاريه · فرنسا                                                          | جامعة ليون · فرنسا · معهد هنري بوانكاريه · فرنسا                                                             | لإثباتاته على تخميد لانداو [الإنجليزية] غير الخطي والتقارب من أجل التوازن لمعادلة بولتزمان. |
| 2014  | سول · كوريا الجنوبية                 | آرثر أفيلا · فرنسا · البرازيل            | جامعة باريس ديديرو · فرنسا · المركز الوطني الفرنسي للبحث العلمي · فرنسا · المعهد الوطني للرياضيات البحتة والتطبيقية · البرازيل | جامعة زيورخ · سويسرا · المعهد الوطني للرياضيات البحتة والتطبيقية · البرازيل                                  | لمساهماته العميقة في نظرية الأنظمة الديناميكية، التي غيرت وجه المجال، باستخدام الفكرة القوية لإعادة التطبيع كمبدأ موحد. |
| 2014  | سول · كوريا الجنوبية                 | مانجول بارجافا · الولايات المتحدة · كندا | جامعة برينستون · الولايات المتحدة                                                                                              | جامعة برينستون · الولايات المتحدة                                                                            | لتطوير طرق جديدة قوية في هندسة الأعداد، والتي طبقها لحساب عدد الحلقات ذات الرتبة الصغيرة وربط متوسط رتبة المنحنيات الإهليلجية. |
| 2014  | سول · كوريا الجنوبية                 | مارتين هايرر · النمسا                    | جامعة ووريك · المملكة المتحدة                                                                                                  | كلية لندن الإمبراطورية · المملكة المتحدة                                                                     | لمساهماته البارزة في نظرية المعادلات التفاضلية الجزئية العشوائية، ولا سيما لإنشاء نظرية هياكل الانتظام لمثل هذه المعادلات. |
| 2014  | سول · كوريا الجنوبية                 | مريم ميرزاخاني · إيران                   | جامعة ستانفورد · الولايات المتحدة                                                                                              | جامعة ستانفورد · الولايات المتحدة                                                                            | لمساهماتها البارزة في ديناميكيات وهندسة أسطح ريمان ومساحاتها المعيارية. |
| 2018  | ريو دي جانيرو · البرازيل             | كوجر بيركار · إيران · المملكة المتحدة    | جامعة كامبريدج · المملكة المتحدة                                                                                               | جامعة كامبريدج · المملكة المتحدة                                                                             | لإثبات حدود أصناف فانو [الإنجليزية] وللمساهمات في برنامج النموذج الأدنى [الإنجليزية]. |
| 2018  | ريو دي جانيرو · البرازيل             | أليسيو فيجالي · إيطاليا                  | المعهد الفدرالي السويسري للتكنولوجيا في زيورخ · سويسرا                                                                         | المعهد الفدرالي السويسري للتكنولوجيا في زيورخ · سويسرا                                                       | للمساهمات في نظرية النقل الأمثل [الإنجليزية] وتطبيقاتها في المعادلات التفاضلية الجزئية والهندسة المترية والاحتمالية. |
| 2018  | ريو دي جانيرو · البرازيل             | بيتر شولتسه · ألمانيا                    | جامعة بون · ألمانيا | جامعة بون · ألمانيا                                                                                          | لتحويل الهندسة الجبرية الحسابية على حقول بتردد-p. |
| 2018  | ريو دي جانيرو · البرازيل             | أكشاي فينكاتيش · أستراليا                | جامعة ستانفورد · الولايات المتحدة                                                                                              | معهد الدراسات المتقدمة · الولايات المتحدة                                                                    | لتوليفه لنظرية الأعداد التحليلية، والديناميكيات المتجانسة، والطوبولوجيا، ونظرية التمثيل، والتي حلت مشاكل طويلة الأمد في مجالات مثل التوزيع المتساوي للأشياء الحسابية. |
| 2022  | - (حدث عبر الإنترنت)(1)              | هوغو دومينيل-كوبين · فرنسا               | معهد الدراسات العلمية المتقدمة · فرنسا · جامعة جنيف · سويسرا                                                                   | معهد الدراسات العلمية المتقدمة · فرنسا · جامعة جنيف · سويسرا                                                 | لحل المشكلات طويلة الأمد في النظرية الاحتمالية لتحولات الطور في الفيزياء الإحصائية، خاصة في الأبعاد الثلاثة والأربع. |
| 2022  | - (حدث عبر الإنترنت)(1)              | هيو جون يي · الولايات المتحدة            | جامعة برينستون · الولايات المتحدة                                                                                              | جامعة برينستون · الولايات المتحدة                                                                            | لتقديم أفكار نظرية هودج إلى التوافقيات، وإثبات تخمين داولينج-ويلسون للشبكات الهندسية، وإثبات تخمين هيرون-روتا-ويلش للماترويد، وتطوير نظرية معادلات لورنتزيان، وإثبات تخمين ميسون القوي. |
| 2022  | - (حدث عبر الإنترنت)(1)              | جيمس ماينارد · المملكة المتحدة           | جامعة أكسفورد · المملكة المتحدة                                                                                                | جامعة أكسفورد · المملكة المتحدة                                                                              | للمساهمات في نظرية الأعداد التحليلية، والتي أدت إلى تقدم كبير في فهم بنية الأعداد الأولية وتقريب ديوفانتين. |
| 2022  | - (حدث عبر الإنترنت)(1)              | مارينا فيازوفسكا · أوكرانيا              | مدرسة لوزان الاتحادية للفنون التطبيقية · سويسرا                                                                                | مدرسة لوزان الاتحادية للفنون التطبيقية · سويسرا                                                              | لإثبات أن الشبكة {\displaystyle E_{8}} توفر التعبئة الأكثر كثافة لمجالات متطابقة في 8 أبعاد، ومساهمات إضافية في المشكلات المتطرفة ذات الصلة ومشكلات الاستيفاء في تحليل فورييه. |

## أحداث
مُنحت الميدالية لأول مرة في عام 1936 لعالم الرياضيات الفنلندي لارس أهلفورس وعالم الرياضيات الأمريكي جيسي دوغلاس، ومنحت الميدالية كل أربع سنوات منذ عام 1950. والغرض منها هو منح التقدير والدعم للباحثين الرياضيين الشباب الذين قدموا مساهمات كبيرة.
- في العام 1954، أصبح جان-بيير سير أصغر فائز بميدالية فيلدز، وهو في سن 27 عامًا. وهو لا يزال يحتفظ بهذا اللقب.
- في العام 1966، رفض ألكسندر غروتينديك حضور المؤتمر المنعقد في موسكو، وذلك تعبيرا عن اعتراضه على الغزو العسكري السوفيتي لدور أوروبا الشرقية.[125] ليون موتشان، مؤسس ومدير معهد الدراسات العليا للعلوم، حضر وقبل ميدالية غروتينديك نيابة عنه.[126]
- في العام 1970، لم يتمكن سيرغي نوفيكوف، بسبب حظر فرضته عليه الحكومة السوفيتية، من السفر إلى المؤتمر المنعقد في نيس ليتسلم ميداليته.
- في العام 1978، لم يتمكن غريغوري مارغوليس، بسبب حظر فرضته عليه الحكومة السوفيتية، من السفر إلى المؤتمر المنعقد في هلسنكي ليتسلم ميداليته. وتسلمها نيابةً عنه جاك تيتس، الذي تحدث في كلمته قائلاً: «لا يسعني سوى أن أعبر عن خيبة أملي ولا شك أن هذا هو شعور العديدين هنا لغياب مارغيليس عن هذه المراسم. وبالنظر إلى ما تمثله هلسنكي من معنى رمزي، فإنني وعن حق كنت آمل في أن تتاح لي الفرصة أخيرًا لالتقاء عالم رياضيات لا أعرفه سوى من خلال عمله وأكن له عظيم التقدير والاحترام».
- في العام 1982، كان يجب أن ينعقد الكونغرس في وارسو لكن أعيدت جدولته للعام التالي، بسبب الأحكام العرفية في بولندا والذي استُحدث في بولندا في 13 ديسمبر 1981. أعلن عن الجوائز في الجمعية العمومية التاسعة في الاتحاد الدولي للرياضيات مبكرا في ذلك العام وأعطيت الجائزة في كونغرس وارسو 1983.
- في عام 1990، أصبح إدوارد ويتن أول عالم فيزيائي يفوز بالجائزة.
- في العالم 1998، في الاتحاد الدولي للرياضيات، قُدر أندرو وايلز من قبل رئيس لجنة ميدالية فيلدز، يوري مانين، مع أول لوحة فضية على الإطلاق تقديرا لإثباته لمبرهنة فيرما الأخيرة. أشار دون زاغير للجائزة بوصفها «ميدالية فيلدز كمية». المعلقون على الجائزة كثيرا ما أشاروا إلى أن وايلز كان فوق السن المسموحة حينما أعطيت له الجائزة.[127] رغم أن وايلز كان أكبر من حد السن بقليل في عام 1994، كان يُعتقد أنه مفضل لنيل الجائزة، مع ذلك، وُجدت ثغرة في البرهان فيما بعد (وحُلّت لاحقا من قبل ريتشارد تايلور ووايلز) وتحديدا في العام 1993.[128][129]
- في عام 2006، رفض غريغوري بيرلمان ميدالية فيلدز، الذي أثبت حدسية بوانكاريه،[8] ولم يحضر المؤتمر.[130]
- في عام 2014، أصبحت مريم ميرزاخاني أول امرأة وأول إيرانية تفوز بميدالية فيلدز، وأصبح آرثر أفيلا أول أمريكي جنوبي وأصبح مانجول بارجافا أول شخص من أصل هندي يفعل ذلك.[131][132]
- في عام 2022، أصبح هيو جون يي أول شخص من أصل كوري يفوز بميدالية فيلدز.

## الميدالية

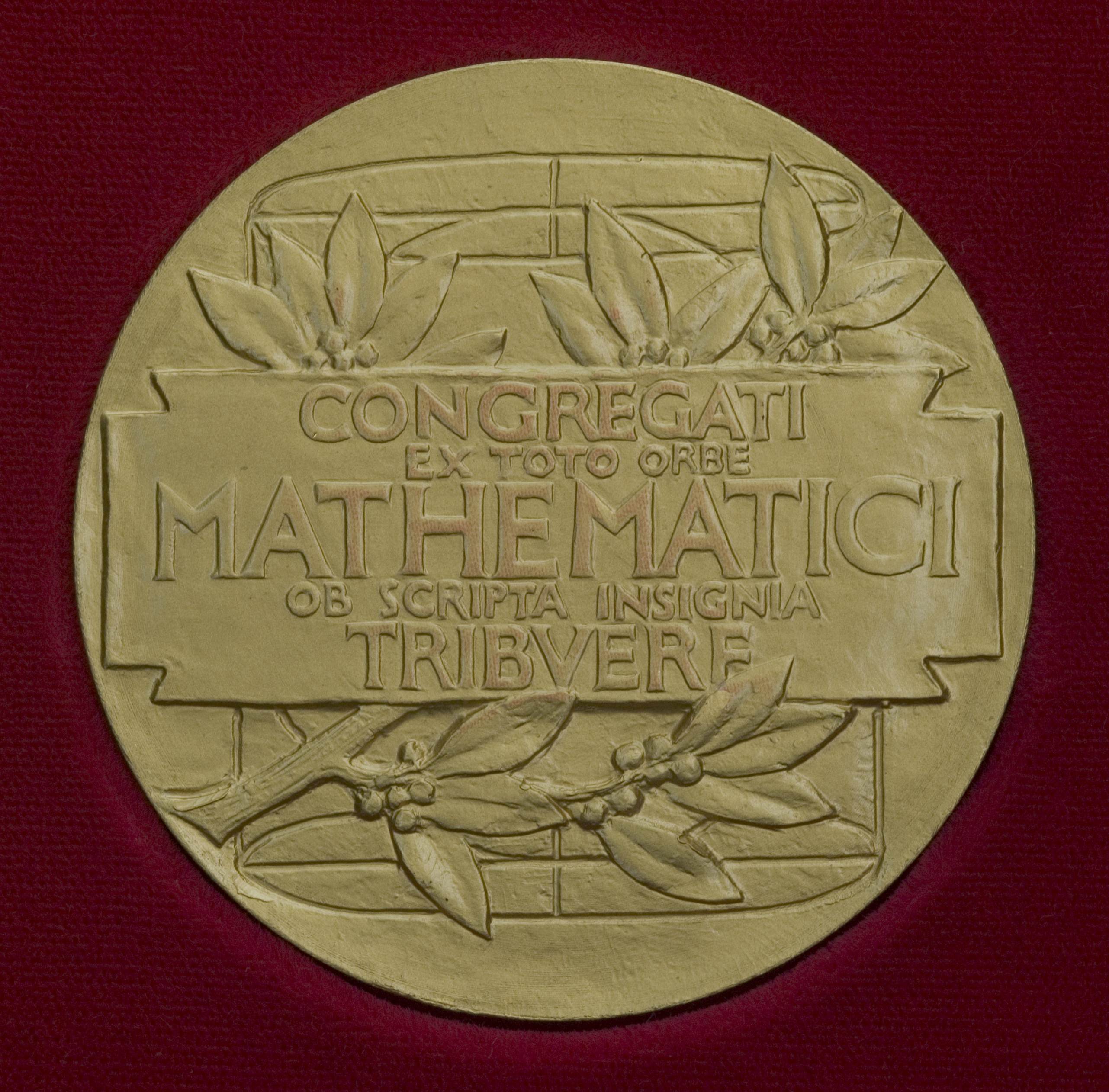
ظهر ميدالية فيلدز.

صمم الميدالية النحات الكندي روبرت تيت ماكنزي.
- الوجه: يظهر على وجه الميدالية تصوير لأرخميدس وعبارة مقتبسة له تقول باللاتينية: "Transire suum pectus mundoque potiri" (ترفع عن نفسك وافهم العالم).[134][135]
- الظهر: على ظهر الميدالية نقش (باللاتينية):

CONGREGATI
EX TOTO ORBE
MATHEMATICI
OB SCRIPTA INSIGNIA
TRIBUERE
ترجمته: (اجتمع علماء الرياضيات الفائزين من جميع أنحاء العالم تكريمًا لهم على أعمالهم الاستثنائية).
يوجد في خلفية النقش تصوير لقبر أرخميدس، مع نقش لنظريته عن الشكل الكروي والأسطواني خلف فرع شجرة. وينقش اسم الفائز بالميدالية على حافتها.

## السيدات اللواتي حصلنَ على الميدالية
في تاريخ الجائزة منذ عام 1936، حصلت سيدتان فقط على ميدالية فيلدز، مريم ميرزاخاني من إيران، في عام 2014، ومارينا فيازوفسكا من أوكرانيا، في عام 2022.

## وصلات خارجية
- الموقع الرسمي للجائزة. (بالإنجليزية)